# Хаубица
Хаубица (од  , од чеш.  — „краткоцевни топ”, од чеш.  — „гужва”) је артиљеријско оруђе намијењено за гађање убацном путањом. Полазни углови пројектила су обично између 20 и 45 степени. Има дужу цијев од мерзера, краћу од топа, а полазни углови цијеви и пројектила су мањи него код минобацача. Цијев је обично дужине од 12-30 калибара.
За разлику од минобацача, оруђе се пуни страга, има изолучену цијев, и већи домет.

## Историја

### Хаубице глатке цијеви
Назив хаубица највјероватније долази од чешке ријечи хоуфнице. Први пут су употријебљене у току Хуситских ратова 1419—1436, са кратком цијеви дужине мање од 1 метар. Из њих се гађало каменим и гвозденим ђуладима, а по развитку бомби и граната, и овим врстама зрна. Елевација цијеви није прелазила 30 степени.
До године 1700, већина земаља их има у саставу војске, а уводе се и у наоружање бродова. Крајем 18. вијека, у пруској војсци постојале су 4 врсте хаубица: (7, 10, 25 и 30 фунти), а у аустријској 3 и то од 7, 10 и 12 фунти. Из њих се обично гађа распрскавајућим гранатама или картечом па имају велико дејство на непријатеља. Добра особина високе елевације омогућава им дјеловање против делимично заклоњеног противника.
При крају епохе средином 19. вијека, настојало се објединити добре особине хаубице и топа у једно оруђе. Француска 1853. уводи топ-хаубицу калибра 120 mm из које се могло гађати гранатама, картечом, шрапнелом или ђулетом.
За вријеме Првог српског устанка, у бици на Мишару, Карађорђе има једну хаубицу, под називом кубуз.
Под овим именом хаубице се помињу у српској војсци све до 1870-их година. Крагујевачка тополивница која је основана 1853. израђује 8 кратких и 6 дугих кубуза 130 mm. Касније израђује 6 дугих кубуза 160 mm, а године 1860. 24 кубуза калибра цијеви 120 mm.

### Олучне спорометне хаубице
Уводе се касније од олучних топова, јер је било гледишта да ће побољшани топови моћи извршавати и задатке хаубица. Руско-турски рат 1877—1878. потврђује велику потребу за оруђима са убацном путањом, па се хаубице развијају даље. Тако њемачки систем Круп из 1880. има 3 хаубице: калибра 150, 170 и 210 mm. Оруђе 150 mm има масу од 2220 kg, а од 210 mm - 5030 kg.
Србија 1897. године наручује код француске фирме Шнајдер 22 хаубице калибра 120 mm М97. Имале су брзину гађања 3-4 гранате у минути, и дводијелни пројектил са 5 барутних пуњења.

### Брзометне хаубице
Појављују се крајем 19. и почетком 20. вијека. Имају еластични лафет, пуњење страга, изолучену челичну цијев, и опружне, хидрауличке или ваздушне повратнике и кочнице (за амортизацију приликом опаљења).
Французи пред рат имају само једну врсту модерне х., калибра 155 mm М.1904. Њемачка пред Први свјетски рат уводи у наоружање тешку пољску хаубицу 150 mm с. Ф. Х.13 (s.F.H.13) домета око 8500 m.
Уз то имају хаубице 105 и 280 mm. Русија пред рат уводи брзометне хаубице калибра 122 и 152 mm, а почиње да набавља и тешке х. Шнајдер из Француске.
Српска војска 1913. године уводи брзометне х. калибра 120 (32 комада, М.1910)
и 150 mm (8 комада, М.1910) француског система Шнајдер. Обје врсте имају хидрауличну кочницу и ваздушни повратник цијеви. Као муницију могле су користити гранату или шрапнел, са већим избором барутних пуњења (6 и 7).

### Први свјетски рат
На свим странама побољшавају се постојећи модели и уводе нови. Француска, увиђајући недостатке своје артиљерије, уводи нове х. калибра 120 mm, 2 нова модела 155 mm, и жељезничке х. калибра 370, 400 и 520 mm. Њемачка замјењује опружне повратнике ваздушним на тешким хаубицама. Велика Британија већ 1916. има 4 нова модела: 203, 234, 305 и 381 mm.

### Послије Првог СР
Типични модели имају дуже цијеви од оних из Првог СР, 28-30 наспрам 11-22. Домет се тиме повећава са мање од 10 на 12-15 km. Уводи се двокраки лафет, па поље дејства у хоризонтали расте са 6-8 на 50-60 степени. Уводе се метални точкови са пумпаним гумама, ради вуче моторним возилима.
Хаубица постаје главно оруђе у дивизијској артиљерији због мале масе (наспрам топа) и великог корисног учинка пројектила. Већина може да гађа са елевацијом преко 45 степени.
Пред 2. СР нације имају нове моделе хаубица:
- Њемачка (105, 150, 240, 355 mm). 240 и 355 mm хаубице имају жељезничку вучу.
- Француска (105, 155 mm)
- Уједињено Краљевство (94 mm)
- СССР (122, 152, 203 mm)
- Југославија (100 mm Шкода М.28, 150 mm Шкода М.36, домет 15 km)

### Други светски рат
Побољшања су центрирана на повећану покретљивост (монтирањем на застарјеле тенковске шасије и моторном вучом) и побољшање противтенковских особина (увођењем ПТ граната са кумулативним дејством).
Њемачка војска два нова типа 105 mm са пумпаним гумама и гасном кочницом на устима цијеви. Ове
хаубице су монтиране на лафет ПТ топа 75 mm. При крају рата уводе нови модел 105 mm, масе 1400 kg, оспособљен за расклапање и дејство елевацијама преко 45 степени. Уведен је и нов тип х. 150 mm, домета преко 15 km.
СССР уводи побољшану (упола лакшу) хаубицу 152 mm М.1943, али са мањим дометом. САД уводе низ нових х. оруђа: 105 mm (2 врсте), 155, 203 mm М.1, 240 mm М.1 које се одликују врло добрим особинама.
Самоходне хаубице произведене у 2. СР. укључују њемачке Веспе, Хамел, британске Sexton, америчке М7 Прист (Priest), совјетске СУ-122, СУ-152 и друге.

### Послије Другог светског рата
Долази до даљег развоја. Тежи се повећању покретљивости, домета, могућношћу гађања убацним путањама (елевација преко 45 степени), већем хоризонталном пољу дејства, проширењу борбеног комплета муниције, ПТ способности и могућностима транспорта авионима или хеликоптерима.
У неким земљама, х. већег калибра могу да гађају и нуклеарним пројектилима.
Представник новог правца је америчка самоходна хаубица М108 калибра 105 mm, на гусјеничној шасији.
Домет је 13 km, маса 20 тона, а са задње стране има подесиве хидрауличне подупираче за ослонац приликом гађања. Самоходна х. М109 калибра 155 mm има домет 18 km.
Француска хаубица М.50 калибра 155 mm има двокраки лафет, домет 18 km, масу 8 тона, елевацију 0-67 степени, а хоризонтално поље дејства је 80 степени.
Совјетска хаубица М55 152 mm има масу од 5900 kg, домет 18 km, а покретљивост је знатно боља него раније М37 хаубице. Х. 203 mm М55 има домет 27 km, масу 20 тона а може да гађа и нуклеарном гранатом. Обична граната 203 mm је тешка 136 kg.
У СФР Југославији су уведене двије нове хаубице у послијератном периоду: 105 mm М56 и 155 mm М65.